# Drone (banda)
Drone é uma banda de thrash metal da Alemanha.

## História
A banda Drone foi fundada em Celle (Alemanha), no ano de 2004.
Em Janeiro de 2006 lançaram um EP com seis faixas, tendo por título "Octane". Ainda neste ano a banda venceu o Wacken Metal Battle no tradicional festival Wacken Open Air. Mais tarde, a 17 de Fevereiro de 2007, lançaram o seu primeiro álbum chamado "Head On Collision". Um terceiro álbum foi lançado pela banda em 2009, trabalho este chamado "Juggernaut", com dez músicas.
A banda apresenta vocais diversificados que vão desde a melodia ao peso do gutural, fazendo muitas vezes lembrar grupos como Pantera ou Corey Taylor.

## Integrantes[2]
- Moritz Hempel - vocal e guitarra
- Martin Froese - baixo
- Marcelo Vasquez - guitarra
- Felix Hoffmeyer - bateria

## Discografia
- Head-on Collision (2007)
- Juggernaut (2009)
- For Torch and Crown (2012)
- Drone (2014)